# Melanonotus
Melanonotus is een geslacht van rechtvleugeligen uit de familie sabelsprinkhanen (Tettigoniidae). De wetenschappelijke naam van dit geslacht is voor het eerst geldig gepubliceerd in 1895 door Brunner von Wattenwyl.

## Soorten
Het geslacht Melanonotus omvat de volgende soorten:
- Melanonotus aterrimus Beier, 1960
- Melanonotus atratus Beier, 1960
- Melanonotus atrogeniculatus Beier, 1960
- Melanonotus bradleyi Hebard, 1927
- Melanonotus constrictus Brunner von Wattenwyl, 1895
- Melanonotus frontalis Beier, 1960
- Melanonotus globosus Brunner von Wattenwyl, 1895
- Melanonotus lativittatus Walker, 1870
- Melanonotus peruvianus Caudell, 1913
- Melanonotus powellorum Rentz, 1975
- Melanonotus pulcher Brunner von Wattenwyl, 1895
- Melanonotus septentrionalis Mariño & Márquez, 1984
- Melanonotus tico Rentz, 1975
- Melanonotus variabilis Caudell, 1918